# Elymus troctolepis
Elymus troctolepis är en gräsart som först beskrevs av Sergej Arsenjevitj Nevskij, och fick sitt nu gällande namn av Nikolai Nikolaievich Tzvelev. Elymus troctolepis ingår i släktet elmar, och familjen gräs. Inga underarter finns listade i Catalogue of Life.